# استا گونلوگسدوتیر
استا گونلوگسدوتیر (انگلیسی: Ásta B. Gunnlaugsdóttir؛ زادهٔ ۱۳ مهٔ ۱۹۶۱) بازیکن فوتبال اهل ایسلند است.
از باشگاه‌هایی که در آن بازی کرده‌است می‌توان به باشگاه بریدابلیک اشاره کرد.
وی همچنین در تیم ملی فوتبال زنان ایسلند بازی کرده‌است.